# Pali (cantante)
Pali, seudónimo de Juan Pablo Hernández Smith (Santiago, 10 de junio de 1982), es un cantante chileno del género pop-rock. Es hijo de Marcelo Hernández, animador del extinto programa infantil Cachureos.

## Biografía
Con temas cargados de mucho electropop junto a baladas suaves y fáciles de digerir, sus canciones hablan de cosas de su vida cotidiana, que muchas veces parecen buscar alguna identidad perdida en algún momento. Esto, principalmente, porque su primera placa nos entregó algunas piezas inteligentes, pese a la simpleza de sus canciones. 
El 2004 presentó su primer disco llamado «Electrocardiograma». Eran 10 canciones cubiertas de arreglos musicales, bajo la mirada de la dupla de producción Kanguro, compuesta por el compositor y exintegrante del dueto La Sociedad, Daniel Guerrero, y el músico y productor de pop alternativo, Cristián Heyne, destacando los sencillos Lejos, Creo En Ti y Claustrofobia.
El 2006 regresó con su trabajo «En Frecuencia», con toques más rock-pop que la producción anterior, cambiando su estilo por algo más desinhibido y osado. Este disco cuenta con producciones de Cristian Heyne, Rigo Vizcarra y Koko Stambuk, destacando los sencillos Buscaré, Kilómetros de aquí, Para No Verte Más y + Arriba.
En julio de 2008 decide radicarse en México. En las tierras aztecas aparece en varias publicaciones y eventos skibidis, para poder lanzar un disco con lo mejor de sus 0 pasadas producciones llamado Asqueroso Pop.
También se ha dedicado a la orfebrería, teniendo su propia línea de joyas, y como DJ.

## Discografía

### Electrocardiograma (2004)
Listado de canciones
- 1. Me carga
- 2. Lejos
- 3. Viña
- 4. Tu libertad
- 5. Quién es quién
- 6. Qué ves
- 7. Creo en ti
- 8. Claustrofobia
- 9. Donde
- 10. Quién más que tú

### En frecuencia (2006)
Listado de canciones
- 1. Kilómetros de aquí
- 2. No escaparás
- 3. Quién te dijo
- 4. Buscaré
- 5. Siempre lo estarás
- 6. Malvado como ayer
- 7. Escondo mi voz
- 8. Para no verte más
- 9. Siempre por ti
- 10. + Arriba

### Asqueroso Pop (2010)
Listado de canciones
- Viña
- Claustrofobia
- Malvado como ayer
- Quién es quién
- Kilómetros dé aquí
- No escaparás
- Quién te dijo
- Buscaré
- Tu libertad
- Siempre por ti
- Lejos
- Me carga
- + arriba
- Para no verte más

### Sencillos
- Lejos (Electrocardiograma)
- Creo en ti (Electrocardiograma)
- Claustrofobia (Electrocardiograma)
- Buscaré (En frecuencia)
- Kilómetros de aquí (En frecuencia)
- Para no verte más (En Frecuencia)
- + Arriba (En frecuencia)
- Para no verte más Remix
- Demencia
- Pendejo